# Chloroceryle
Chloroceryle är ett fågelsläkte i familjen kungsfiskare inom ordningen praktfåglar med fyra arter som förekommer från södra USA till Chile:
- Amazonkungsfiskare (C. amazona)
- Bronskungsfiskare (C. aenea)
- Grön kungsfiskare (C. americana)
- Rödgrön kungsfiskare (C. inda)